# TOGAF
The Open Group Architecture Framework (TOGAF) är ett ramverk och en metod för att skapa, underhålla och tillämpa Enterprise Architecture (EA). 
TOGAF är en industristandard som är tillgänglig kostnadsfritt för alla organisationer som önskar utveckla och arbeta med Enterprise Architecture. Det har byggts upp under ett antal år genom ett öppet deltagande och samarbete mellan enterprisearkitekter. EA med TOGAF skapar förutsättningar för verksamheten att leva upp till ökade krav på flexibilitet och effektivisering.
TOGAF 9 innehåller en omfattande metod (ADM - Architecture Development Method) för att utveckla arkitektur inom de fyra områdena affär, information, applikation och teknik. Metoden innehåller verktyg för att beskriva, mäta och styra en organisations arkitektur. Dessutom finns nyheter som förtydligar kopplingen mellan affär och verksamhet. Andra nyheter är riktlinjer för hur metoden kan användas för exempelvis tjänstebaserad arkitektur.